# Endrina Yepez
Endrina Yepez (Caracas, Venezuela, 21 de abril de 1978) es una periodista y escritora venezolana. Es conocida por ser la presentadora meridiana de Noticias Venevisión.

## Biografía
Nació en la ciudad de Caracas en el año de 1978. Se graduó en la Universidad Católica Andrés Bello (UCAB) con maestría en Comunicación Organizacional, donde obtuvo la mención honorífica cum laude.

## Carrera
En el año 2000, inició su carrera periodística en Radio Caracas Televisión hasta el año 2006. 
En 2009, comenzó a laburar en el canal de televisión venezolano Venevisión en donde se desempeña hasta la fecha como ancla de la edición meridiana del Noticiero de Venevisión. También ha realizado la conducción del segmento "El Buen Venezolano" dedicado a resaltar los valores ciudadanos que se transmiten por la misma emisora televisiva. Esta sección es el micro televisivo con más premios en la historia de Venezuela.
También realizó la conducción del programa Acá en Venezuela que se emitió por la cadena Venevisión Plus desde el año 2015 hasta el 2018.
Endrina Yépez ha sido moderadora de varios debates presidenciales en Venezuela.
Desde 2023 hace parte del magacín matutino Portadas al Día. El 20 de julio de 2024 participó en un episodio la quinta temporada de En Tu Cama O En La Mía.

## Vida personal
Yepez es copropietaria (junto con su pareja de entonces, el técnico de fútbol venezolano Eduardo Saragó) de la yegua Endrygol; la cual ganó el Gran Premio Clásico Simón Bolívar en el año 2019.
En octubre de 2024 dio a luz a un varón, llamado Massimo.

## Distinciones
- Mara de Oro (Periodista Revelación, 2010)
- Mara Internacional (Mejor narradora de noticias de TV, 2011)
- Águila de Oro (Narradora de Noticias del año, 2012)
- Coahéri de oro (Periodista del año, 2014)
- Estrella de Venezuela (Narradora de noticias del año, 2017)
- Premio Nacional del Periodismo (Por la conducción, del segmento "El Buen Venezolano", 2021)